# Kleine kaalrugvleermuis
De kleine kaalrugvleermuis (Pteronotus davyi) is een vleermuis uit het geslacht Pteronotus. De soort is het nauwst verwant aan Pteronotus gymnonotus.

## Kenmerken
Net als bij P. gymnonotus en Dobsonia raken de vleugelmembranen elkaar op het midden van de rug, zodat die naakt lijkt. De kleine kaalrugvleermuis is een van de kleinste plooilipvleermuizen; daarnaast is hij te herkennen aan de haren op de vleugels. De lichaamslengte bedraagt 4 tot 5 cm, de staartlengte 2 tot 2,5 cm en het gewicht 5 tot 10 gram. Het karyotype bedraagt 2n=60, FN=38.

## Leefwijze
P. davyi komt voor tot op 2300 m hoogte in allerlei habitats, van droog bos tot regenwoud, hoewel hij in regenwoud minder algemeen is. Ook in steden is deze soort vrij algemeen vertegenwoordigd. De soort vormt enorme kolonies in warme, vochtige grotten, die 400 000 tot 800 000 dieren kunnen omvatten. Zoals alle plooilipvleermuizen eet deze soort insecten (vooral motten, maar ook wel vliegen en oorwormen). Deze worden in de lucht gevangen. Waarschijnlijk is de paartijd in januari en februari. In de regentijd wordt er één jong geboren, dat snel volwassen wordt. Er zijn gevallen van hondsdolheid bekend bij deze soort.

## Verspreiding
Deze soort komt voor van Noord-Mexico tot Noordwest-Peru en Noord-Venezuela en op in de Kleine Antillen op Aruba, Trinidad, Grenada, Martinique, Dominica en Marie-Galante. Er zijn fossielen van deze soort bekend uit Tobago en Bahia (Brazilië); op beide plaatsen komt hij nu niet meer voor. De soort wordt ingedeeld in drie ondersoorten: P. d. fulvus (Thomas, 1892) van Mexico tot Honduras, P. d. davyi J.E. Gray, 1838 van Nicaragua tot Venezuela en de Antillen, en P. d. incae Smith, 1972 in Noordwest-Peru.